# Hôtel particulier Mindovski
L'Hôtel particulier Mindovski (en langue russe : Особняк И. А. Миндовского) est un bâtiment de style Art nouveau, construit à Moscou en 1903-1904, par l'architecte Lev Kekouchev.

## Histoire
L'édifice est construit entre 1903 et 1904, pour la « Société anonyme de commerce et de construction », sur un terrain où était construit l'hôtel particulier Voltchkov. La construction a été réalisée en vue d'une revente ultérieure. L'architecte Lev Kekouchev l'a pensée comme une interprétation du style Art nouveau franco-belge. Mais les idées de l'auteur du projet ont été modifiées de manière significative en cours de réalisation.
Le propriétaire suivant est Ivan Mindovski vers les années 1904-1909 qui a donné son nom à l'hôtel , puis vers les années 1912 ses héritiers.
La famille Mindovski resta propriétaire de l'immeuble jusqu'à la Révolution d'Octobre en 1917. Par la suite, l'immeuble fut transformé en clinique (selon d'autres informations en maison des ouvriers).
En 1922, ce sont les représentations de la République socialiste fédérative soviétique de Russie et de la République socialiste soviétique d'Ukraine auprès de toutes les organisations d'aide contre la faim dans le monde qui occupent les lieux.
En 1924, c'est la mission de Suède qui s'y installe puis, jusqu'en 1970, c'est la résidence de l'ambassadeur de Suède en URSS. 
Au début de l'année 1972, c'est l'ambassade de Nouvelle-Zélande qui s'installe dans les lieux , mais le premier étage seulement. Le bâtiment subit à cette époque des transformations significatives qui font décerner à l'ambassade le prix du gouvernement de la ville de Moscou pour sa « Contribution au respect de la culture de la Russie ».
L'hôtel particulier Mindovski et la propriété qui l'entoure a été reconnu comme faisant partie de l'« héritage culturel de la Russie », une reconnaissance de niveau fédéral en Russie.

## Architecture

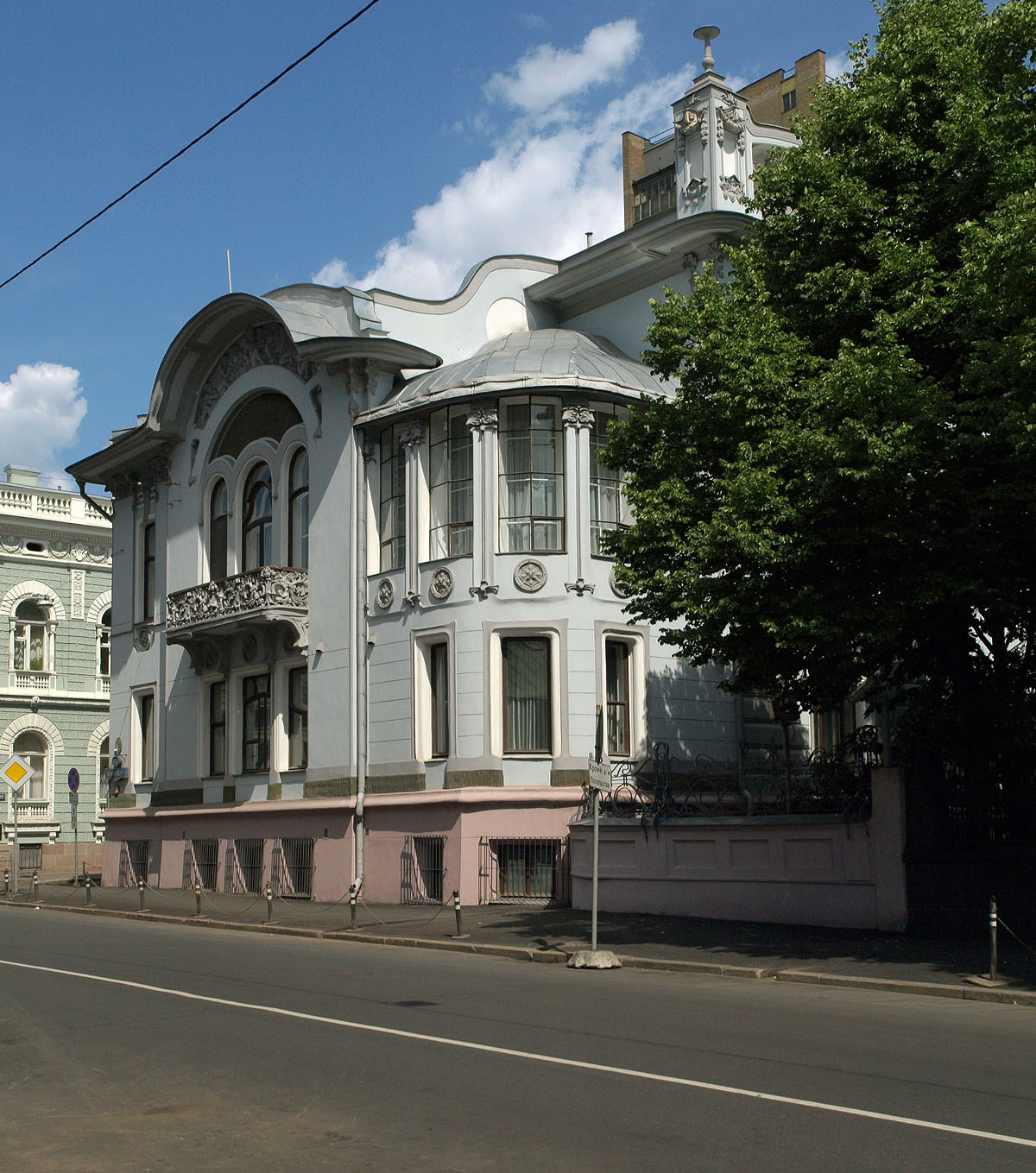
Vue du côté sud.

L'architecture du bâtiment conserve une allure relativement classique malgré son style « Art moderne ».
L'hôtel est construit avec un étage en sous-sol avec fenêtres de trois côtés et des mezzanines.
La façade avec balcon se présente garnie au sommet de putti en stuc.
À l'origine, l'attique était couronné de sculptures et de pylônes supportant des lampadaires, mais ils ont disparu aujourd'hui,.
Les écuries et la clôture métallique diffèrent du genre classique du reste de la construction par leur style proche du symbolisme.
La décoration unique de l'hôtel a été préservée jusqu'à aujourd'hui avec ses vitrages de fleurs et ses ornements floraux.